# Schultzites axelrodi
Schultzites axelrodi es la única especie del género de peces Schultzites, de la familia Characidae.

## Morfología
Los machos pueden llegar alcanzar los 3,4 cm de longitud total.

## Hábitat
Vive en zonas de clima tropical. 

## Distribución geográfica
Se encuentran en la cuenca del río Meta.